# هبتوز

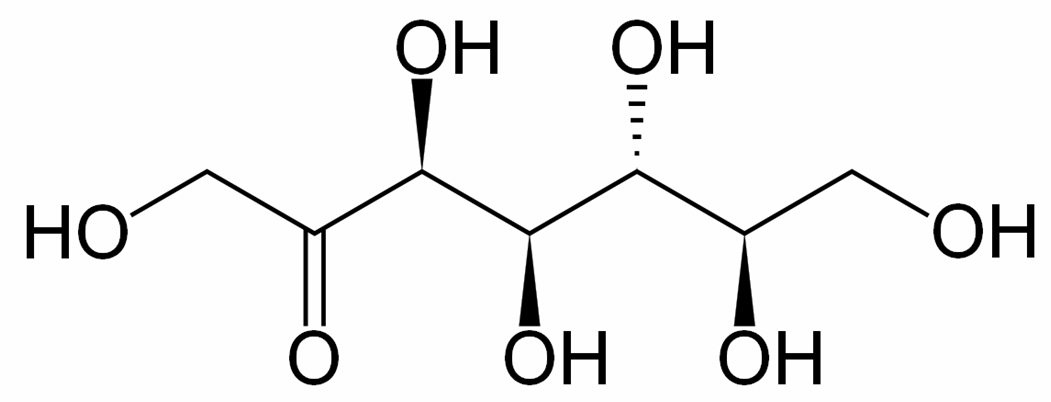

السكر السباعي (بالإنجليزية: Heptose)‏ هو سكر أحادي يحتوي على سبع ذرات كربون.وهو يمتلك مجموعة ألديهيد وظيفية على ذرة الكربون رقم 1 (سكر سباعي ألديهيدي) أو تمتلك مجموعة كيتون وظيفية على ذرة الكربون رقم 2 (سكر سباعي كيتوني).
هناك أمثلة قليلة على السكريات السباعية في الطبيعة من بينها:
- السيدوهيبتولوز الذي هو مركب وسطي في مرحلة مبكرة من التكوين الحيوي للليبيدات A (بالإنجليزية:  lipid A biosynthesis)‏
- المانوهيبتولوز الموجود في نبات الأفوكادو.
- L-غلسرو-D-مانو-هيبتوز وهو سكر ألديهيدي يعمل كمركب وسطي في مرحلة متأخرة من التكوين الحيوي للليبيدات A.

السكريات السباعية الكيتونية تمتلك أربع مراكز لا تناظر؛بينما السكريات السباعية الألديهيدية تمتلك خمس مراكز لا تناظر.